# Повернення Коста
«Повернення Коста» — радянський чорно-білий біографічний фільм 1967 року, знятий режисером Іоакімом Шароєвим на Північно-Осетинській студії телефільмів.

## Сюжет
Фільм присвячений великому осетинському Коста Хетагурову, який після заслання повернувся у рідний аул.

## У ролях
- Маїрбек Ікаєв — Коста Хетагуров (співає Ю. Якушев)
- Олена Туменова — мати сиріт (співає Н. Полякова)
- Володимир Тхапсаєв — Каханов, генерал (співає В. Селіванов)
- Маїрбек Цаліков — Алдар, князь
- Федір Суанов — друг Алдара
- К. Кайтмазов — Коста в дитинстві (співає Зоя Харабадзе)
- А. Токаєв — Кубади, дідусь Коста (співає Г. Троїцький)
- Василіса Комаєва — дружина Кубади
- Урузмаг Хурумов — Урузмаг (співає Олексій Усманов)
- В. Бітаров — хлопчик-чабан
- Марія Кесаєва — Заліна, наречена Урузмага
- Олександр Сланов — епізод
- Х. Варзієв — епізод
- Б. Сопоєв — епізод
- Н. Хромаєв — епізод
- Н. Джикаєва — епізод
- Юля Дзугаєва — епізод
- Заліна Цагараєва — епізод
- Фатіма Цагараєва — епізод
- Артур Суанов — епізод
- Ігор Шароєв — епізод
- Микола Дешко — голос за кадром

## Знімальна група
- Режисер — Іоаким Шароєв
- Сценаристи — Максим Цагараєв, Іоакім Шароєв, Юрій Чулюкін
- Оператор — Герман Шатров
- Композитор — Христофор Плієв
- Художник — Тотрбек Басієв